# Van der Elst (Utrecht)

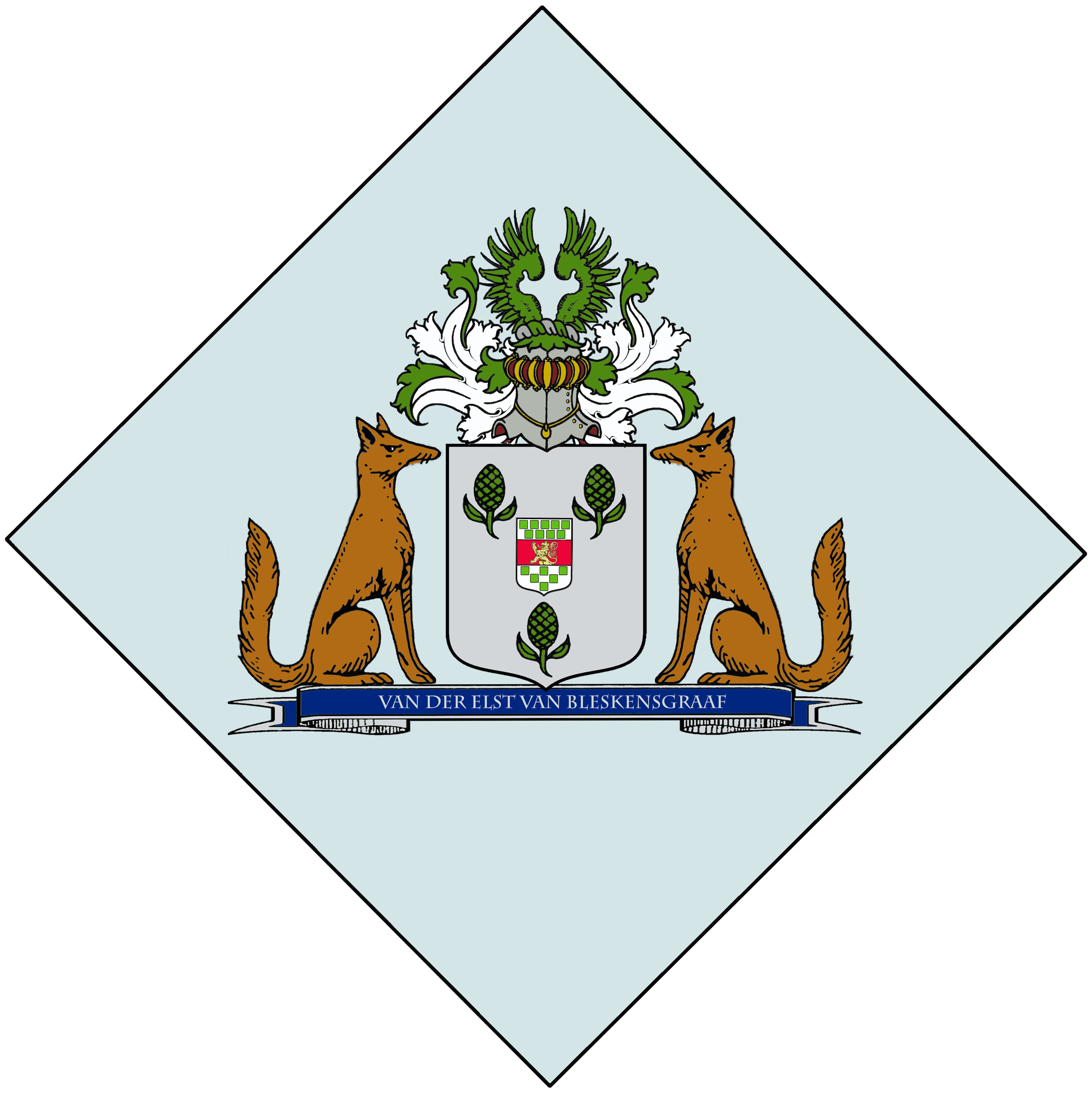
Wapen familie van der Elst van Bleskensgraaf, Nederland’s Patriciaat Jaargang 1935/1936

Karl (Carl) Frans van der Elst van Bleskensgraaf in opleiding in een de Havilland Tiger Moth op de Rijksluchtvaartschool in Eelde

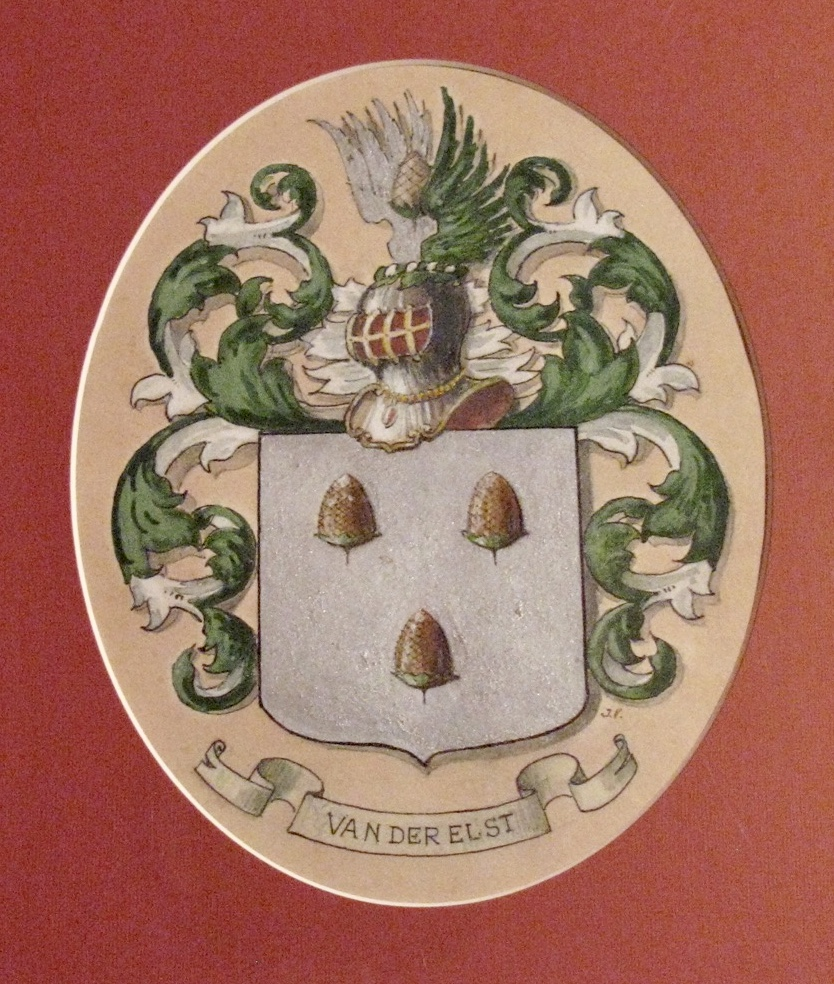
Wapen Familie van der Elst (Utrecht) door Jan Sluijters

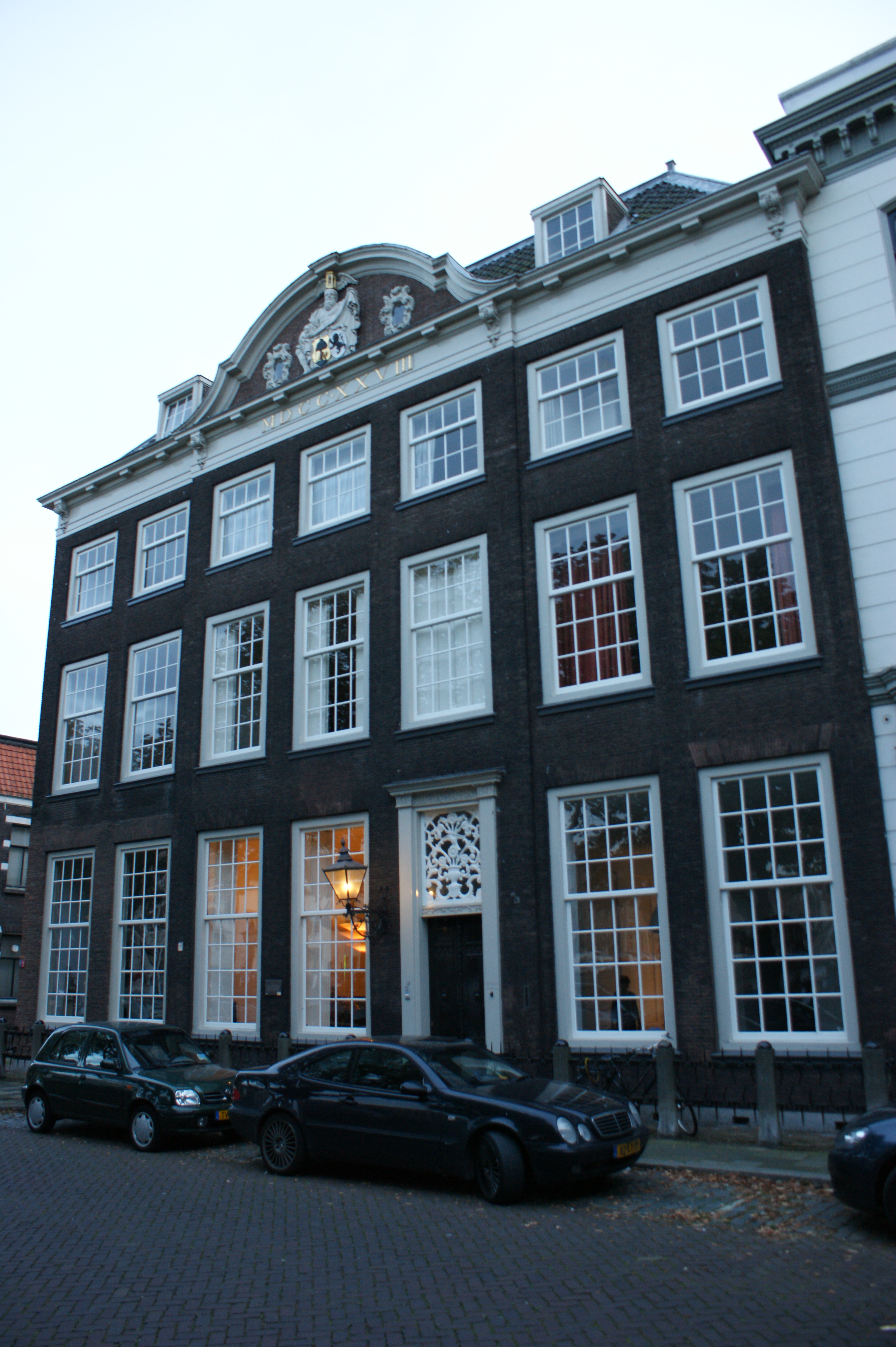
Huis Vader Tijd Dordrecht, woning van Ottho Johannes van der Elst, heer van Bleskensgraaf (1858-1913)

van der Elst (ook van der Elst van Bleskensgraaf) is een Nederlands, vooral Dordts regentengeslacht dat textielfabrikanten en bestuurders voortbracht. De familie is in 1935 opgenomen in het genealogische naslagwerk Nederlands Patriciaat.

## Geschiedenis
De stamreeks begint met Abraham Franse van der Elst die te Utrecht werd geboren maar zich als lakenfabrikant in Dordrecht vestigde en daar in 1708 overleed. Ook de volgende generaties waren werkzaam in de textielindustrie. Een kleinzoon werd bestuurder van de stad, net als verder nageslacht. Bovendien voerden ze de directie van de opgerichte firma Backer & van der Elst. Vanaf de vijfde generatie waren leden ook heer van Bleskensgraaf. Bij Koninklijk Besluit voert een tak van de familie de familienaam van der Elst van Bleskensgraaf. De telgen huwden met leden van andere notabele geslachten uit Dordrecht, zoals Vriesendorp.

## Wapenbeschrijving
In zilver drie groene elzenknoppen, met den steel omhoog, voorzien van twee bladeren van groen, 2 en 1. Helm met groen zilveren wrong. Helmteken: een groen-zilveren vlucht. Dekkleden: zilver en groen.

## Enkele telgen
Jacob van der Elst (1717-1781), suikerraffinadeur, lid der firma Backer & van der Elst, veertigraad, schepen en deken van Dordrecht
- Johannes van der Elst (1752-1808), lid Raad van Dordrecht en president, waarnemend burgemeester van Dordrecht
  - Jacob van der Elst[1] (1783-1838), lid gemeenteraad, wethouder en burgemeester van Dordrecht[5]
  - Bartholomeus van der Elst van Bleskensgraaf (1789-1861), lid gemeenteraad en wethouder van DordrechtPortret van 3 van der Elst kinderen (door Arnold Boonen)

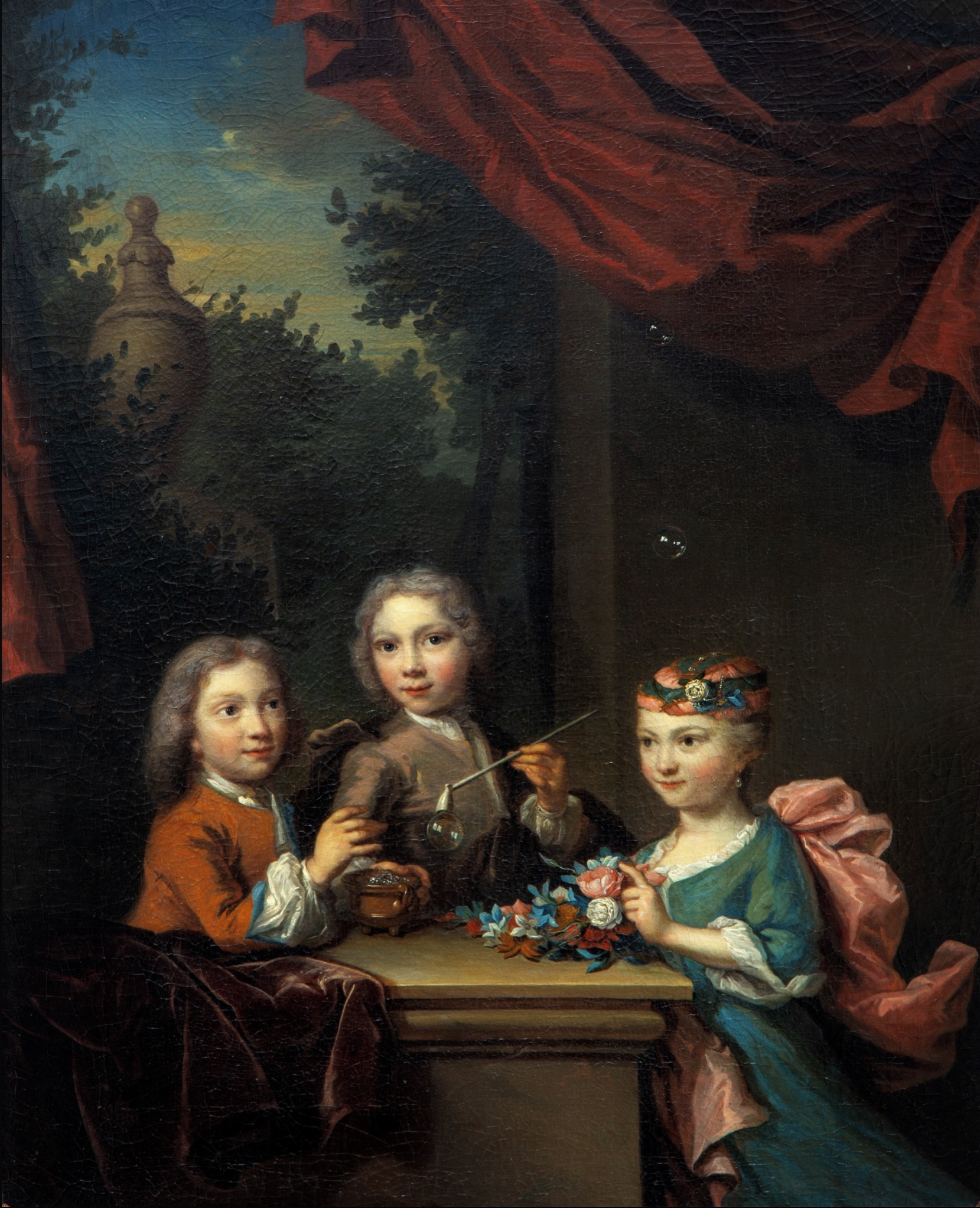
Portret van 3 van der Elst kinderen (door Arnold Boonen)

  - François van der Elst (1796-1864), suikerraffinadeur, lid der firma Backer & van der Elst
    - Ottho Johannes van der Elst van Bleskensgraaf (1822-1885), makelaar in granen en assurantiën
      - Ottho Johannes van der Elst van Bleskensgraaf (1858-1913), burgerlijk ingenieur
      - Gerard Johannes Christiaan van der Elst van Bleskensgraaf (1859-1914), lid der firma van der Elst & Lebret, commissionairs in effecten

  - Dr. Johannes van der Elst (1823-1889), arts en provisor Krankzinnigengesticht Zutphen
    - Andries CorneIis van der Elst (1853-1913), burgemeester van Klundert

  - Dr. Bartholomeus van der Elst (1829-1887), arts
    - François van der Elst (1874-?), bankier
      - Mr. Bartholomeus van der Elst van Bleskensgraaf (1900-1972), bankier
      - Gerardus Henri van der Elst (1904-), bankier
        - ing. Karl (Carl) Frans van der Elst van Bleskensgraaf (1938-2000), gezagvoerder bij de KLM en captain op KLM-vlucht 867 die in 1989 door vulkaanas vloog[6]

      - Margaretha Johanna van der Elst (1911-2002); trouwde in 1935 met mr. Hendrik Wytema (1906-1974), burgemeester, zoon van de Dordtse burgemeester Johannes Wytema (1871-1928)

## Heren van Bleskensgraaf
Bleskensgraaf is een heerlijkheid die oorspronkelijk deel uitmaakte van de heerlijkheid De Lek. De heerlijkheid kwam in 1706 in bezit van Gerard van Brandwijk en is sinds 1816 in handen van de familie van der Elst. Bij de heerlijkheid hoorde het recht van visserij in de Graafstroom, dat ook de huidige heer nog bezit. 
1. Bartholomeus van der Elst, Heer van Bleskensgraaf van 1816 tot 1861
2. Ottho Johannes van der Elst, Heer van Bleskensgraaf van 1861 tot 1885 (neef van de vorige)
3. Ottho Johannes van der Elst, Heer van Bleskensgraaf van 1885 tot 1913 (zoon van de vorige)
4. Gerard Johannes Christiaan van der Elst, Heer van Bleskensgraaf van 1913 tot 1914 (broer van de vorige)
5. Bartholomeus van der Elst, Heer van Bleskensgraaf van 1914 tot 1972 (achterneef van der vorige)
6. Karl Frans van der Elst, Heer van Bleskensgraaf van 1972 tot 2000 (neef van de vorige)

Geslachten die opgenomen zijn in het sinds 1910 verschijnende genealogische naslagwerk Nederland's Patriciaat. Lijst volgens opgave van het CBG Centrum voor familiegeschiedenis.
A · B · C · D · E · F · G · H · I · J · K · L · M · N · O · P · Q · R · S · T · U · V · W · Y · Z